# Freccia del Sole
Il "Freccia del Sole" è stata il primo aliscafo di linea utilizzato per collegamenti marittimi in Italia. Costruito nel 1956 dai Rodriquez Cantieri Navali di Messina, è stato il predecessore del modello di aliscafi Pt20, a opera degli stessi cantieri. Nel 1958 il Freccia entrò nella flotta SNAV sulle rotte Messina-Reggio Calabria e Messina-Napoli. Fu disarmato e poi demolito nel 1984.

## Storia
Progettato dall'ingegnere Carlo Rodriquez, con la collaborazione dell'architetto navale tedesco Friedrich Löbau, il Freccia del Sole fu varato nel 1956 con la presenza di numerose autorità e del presidente della Regione Siciliana. Con una lunghezza di circa 20 m e una larghezza di 5 m, poteva raggiungere i 35 nodi di velocità, coprendo approssimativamente le tratte Messina-Reggio Calabria e Messina-Napoli rispettivamente in 15 minuti ed in 4 ore e 30 minuti.